# Hyllisia javanica
Hyllisia javanica là một loài bọ cánh cứng trong họ Cerambycidae.